# Lacrabe
Lacrabe ist eine französische Gemeinde mit 286 Einwohnern (Stand 1. Januar 2022) im Département Landes in der Region Nouvelle-Aquitaine (vor 2016: Aquitanien). Sie gehört zum Arrondissement Mont-de-Marsan und zum Kanton Chalosse Tursan.
Der Name in der gascognischen Sprache lautet Lacraba. Seine Herkunft ist unklar. Er könnte auf einen Felsvorsprung hindeuten oder vom gascognischen Wort la crabe (deutsch Ziege) abstammen.
Die Einwohner werden Crabots und Crabottes genannt.

## Geographie
Lacrabe liegt ca. 30 Kilometer südlich von Mont-de-Marsan in der Landschaft Chalosse der historischen Provinz Gascogne am südöstlichen Rand des Départements.
Umgeben wird Lacrabe von den Nachbargemeinden:
|                    | Hagetmau                                    | Monségur |
| Labastide-Chalosse | Kompassrose, die auf Nachbargemeinden zeigt | Morganx  |
| Argelos            | Poudenx                                     |          |

Lacrabe liegt im Einzugsgebiet des Flusses Adour.
Der Luy de France, ein Zufluss des Adour, durchquert das Gebiet der Gemeinde ebenso wie seine Nebenflüsse, der Ruisseau de Lacrabe und der Ruisseau du Moulin de Lagut, der in Lacrabe entspringt.

## Geschichte
Der Name der Gemeinde wurde 1072 erstmals in den Aufzeichnungen erwähnt. Zu dieser Zeit handelte es sich um ein Lehen des Klosters in Saint-Sever. Im 13. Jahrhundert geriet das Dorf trotz der Widerstände der lokalen Grundherren unter die englische Herrschaft. Jeder, der sich dem englischen König Heinrich III. nicht unterwarf, wurde enteignet, seine Burg geschleift und auf Anweisung des Papstes Innozenz IV. exkommuniziert.
Legenden ranken sich um den Namen der Gemeinde. Eine besagt, dass nach der Schlacht von Tours und Poitiers ein geschlagener arabischer Anführer sich auf dem Dorfgebiet niederließ. Vor dem Lager seines Heeres thronte eine Skulptur in Gestalt einer goldenen Ziege. Vor seinem letzten Gefecht vergrub der Heerführer seine Schätze. Da er in der Folge im Kampf fiel, nahm er das Geheimnis seines Verstecks mit sich mit. Die zweite Legende betrifft Jeanne d’Albret, deren Kutsche bei der Durchfahrt durch das Dorf stecken blieb. Das Gepäck musste abgeladen und diebessicher gelagert werden. Alles konnte zurückerhalten werden bis auf eine wertvolle goldene Ziege.

### Einwohnerentwicklung
Nach Beginn der Aufzeichnungen stieg die Einwohnerzahl bis zur Mitte des 19. Jahrhunderts auf Höchststände von rund 380. In der Folgezeit sank die Größe der Gemeinde bei kurzen Erholungsphasen bis zu den 1990er Jahren auf rund 170 Einwohner, bevor eine moderate Wachstumsphase einsetzte, die heute noch andauert.
| Jahr      | 1962 | 1968 | 1975 | 1982 | 1990 | 1999 | 2006 | 2010 | 2022 |
| --------- | ---- | ---- | ---- | ---- | ---- | ---- | ---- | ---- | ---- |
| Einwohner | 210  | 186  | 187  | 204  | 170  | 185  | 216  | 237  | 286  |

## Sehenswürdigkeiten

### PfarrkircheSaint-Loup

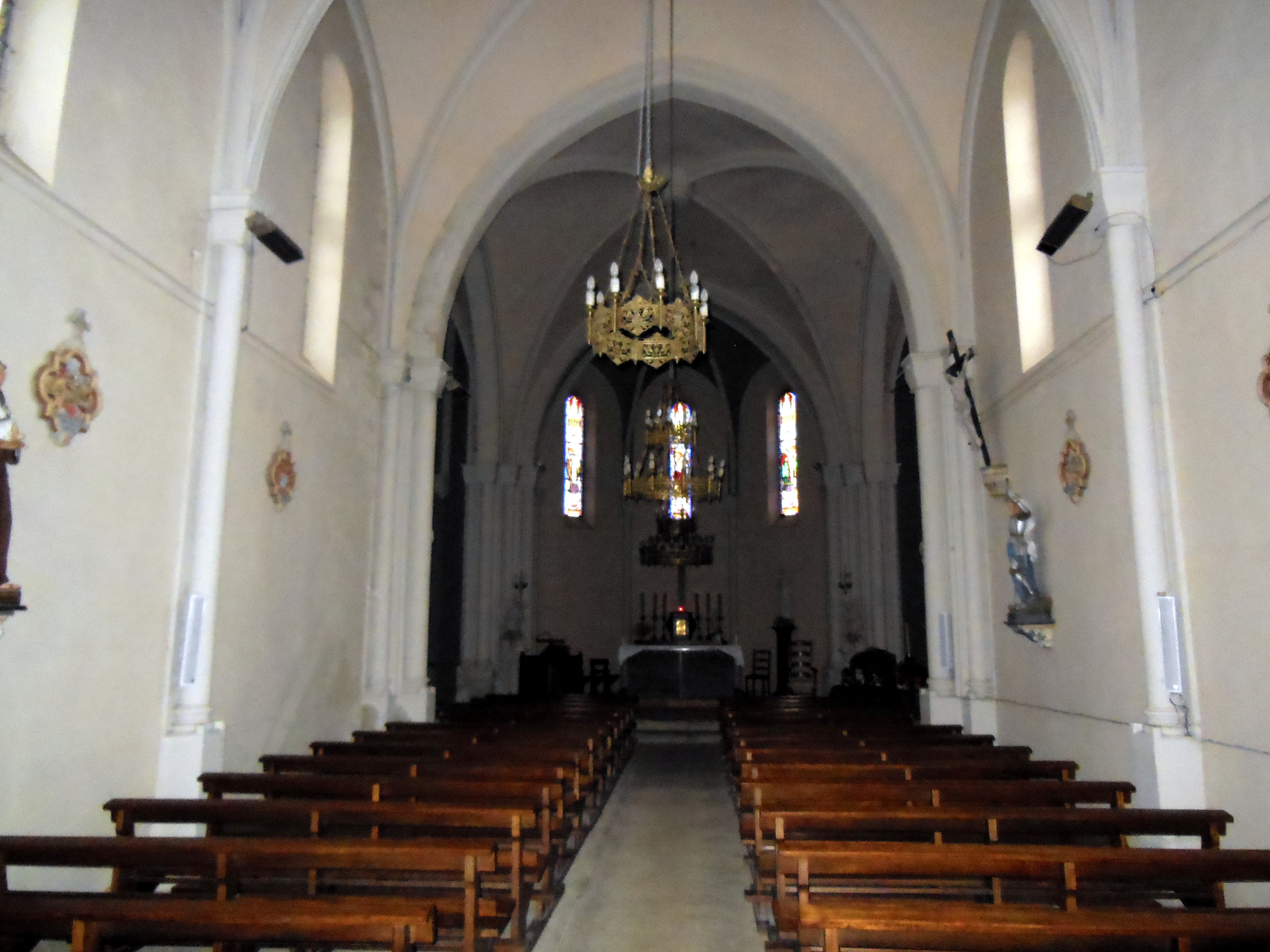
Innenraum der Pfarrkirche Saint-Loup

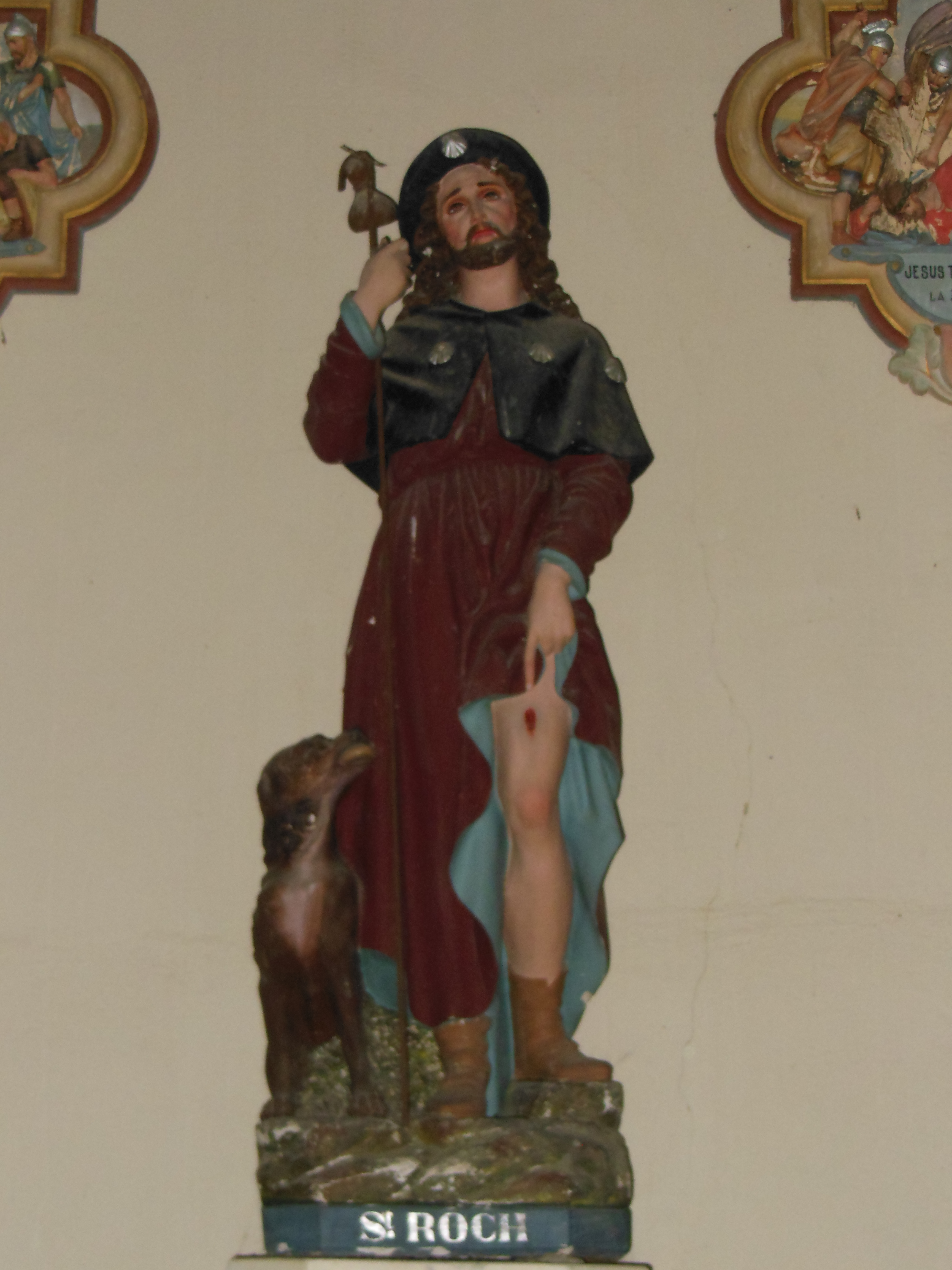
Rochus von Montpellier

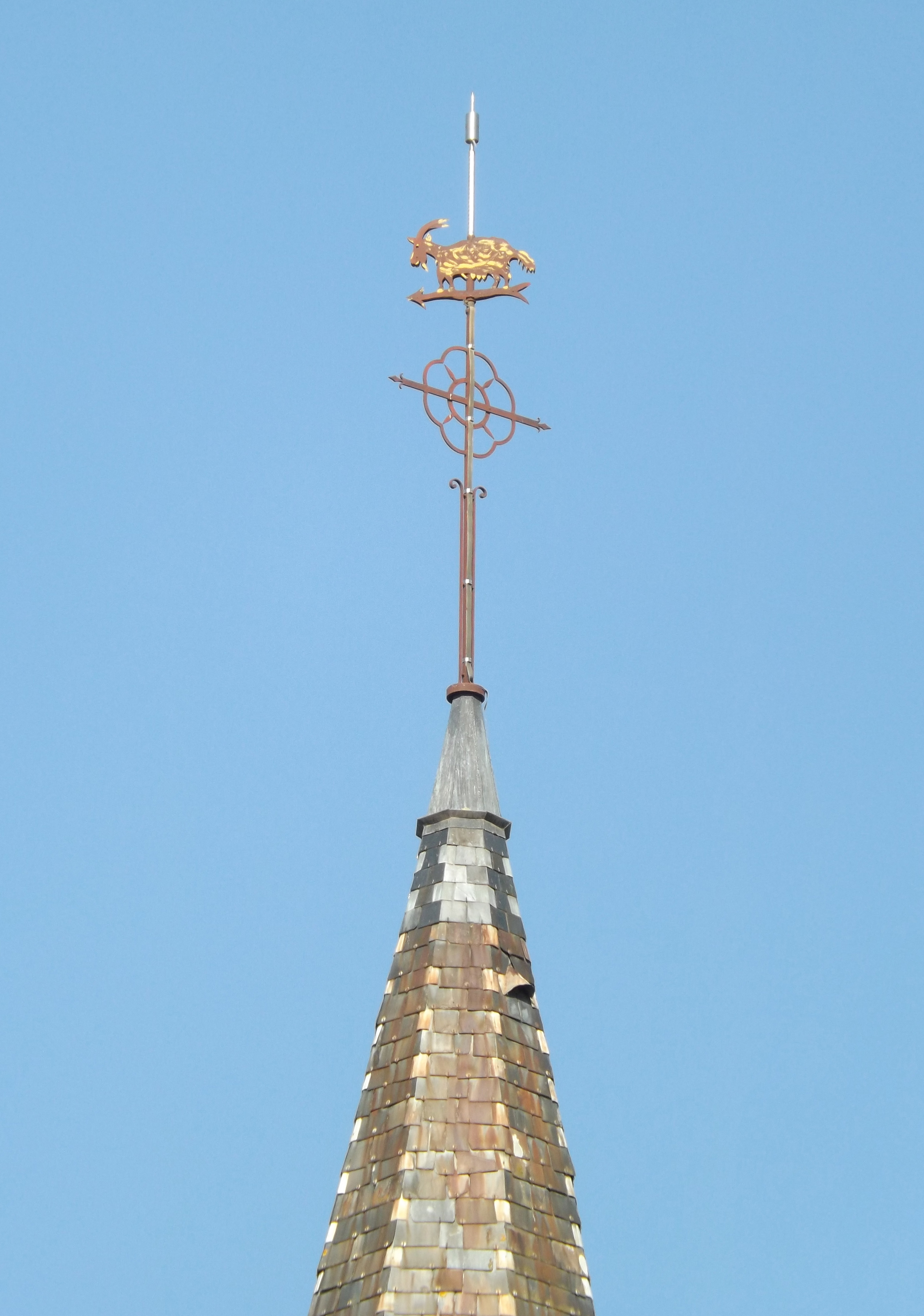
Spitze des Glockenturms

Die erste Kirche war Filialkirche von Morganx und wurde 1569 in den Hugenottenkriegen von protestantischen Truppen unter dem Kommando der Hauptmänner de Salles und Sénégas in Brand gesteckt. Die heutige, dem heiligen Lupus von Sens geweihte Kirche wurde zwischen April 1888 und März 1890 an der Stelle von ehemaligen Befestigungen nach Plänen des Architekten Isidore Dandieu gebaut. Der Glockenturm über dem Vorraum kam etwas später im Jahre 1893 dazu. Es wurde aus verputzten Kalksteinen errichtet und mit Hohlziegeln gedeckt mit Ausnahme des oktogonalen Turmhelms, der mit Schiefer gedeckt ist. Das Langhaus mit einem Hauptschiff mit einer Länge von vier Jochen schließt sich an dem Vorraum an und wird im Norden von einer Taufkapelle, im Süden von einer Treppe flankiert, die zur Empore hinaufführt. Zwei Seitenkapellen formen ein falsches Transept und öffnen sich zur Vierung. Zwei Sakristeien befinden sich an den Seiten des dreiwandigen Chors. Langhaus und Chor sind mit falschem Kreuzrippengewölbe gedeckt. Alle Fenster sind spitzbogenförmig. Abgeschrägte Strebepfeiler umsäumen das Gebäude der Kirche. Die Kapitelle im Kircheninneren sind nicht bildhauerisch bearbeitet.
Sechzehn Glasfenster sind wahrscheinlich 1890 beim Bau der heutigen Kirche entstanden. Sie tragen keine Signatur und unterscheiden sich von den Werken in anderen Kirchen der Chalosse. Aufgrund der Ähnlichkeit zu einem Fenster der Pfarrkirche von Gousse, das von Louis Saint-Blancat aus Toulouse signiert ist, werden diesem Glasmaler alle Fenster der Kirche zugeschrieben.
Sie zeigen neben geometrischen Darstellungen folgende biblische Personen, Motive und Symbole:
- den guten Hirten,
- den Schutzpatron der Kirche, den heilige Lupus von Sens, als Bischof mit Krummstab und Buch,
- den sekundären Schutzpatron, den heiligen Vincent von Xaintes, der erste Bischof von Dax, mit Krummstab und Palme,
- den heiligen Josef mit Lilie,
- die Darstellung der unbefleckten Empfängnis,
- Symbole der Litanei, Morgenstern, mystische Rose, Davidszitadelle, Pforte des Himmels, goldenes Haus und Bundeslade,
- das Herz Jesu,
- das unbefleckte Herz Mariä und
- das Wappen von Victor Jean-Baptiste Paulin Delannoy, Bischof von Aire und Dax, umrahmt von sechs Passen mit Blattmotiven in Grisaille.[8]

Die Ausstattung der Kirche wurde fast vollständig mit dem Bau des neuen Gebäudes erneuert. Nut die beiden Glocken, die 1868 vom Glockengießer Malet de Samadet realisiert wurden, und die Kanzel aus dem 18. Jahrhundert, von der einige Elemente heute noch übrig geblieben sind, wurden wiederverwendet. Die beschriebenen und viele weitere Ausstattungsgegenstände der Kirche datieren aus dem 18. bis 20. Jahrhundert und sind als nationale Kulturgüter registriert.
Bemerkenswert sind sechs Statuen aus bemaltem Gips. Sie besitzen eine Höhe von 135 cm, datieren aus der ersten Hälfte des 20. Jahrhunderts und sind aus der Produktion des Werkes von François-Dominique Monna aus Toulouse. Sie stehen auf Sockeln an den Innenwänden und stellen die folgenden Heiligen dar:
- Rochus von Montpellier als Pilger, zusammen mit seinem Attribut, dem Hund,
- Lupus von Sens, als Bischof mit Krummstab und Feder,
- Vincent von Xaintes, als Bischof mit Krummstab und segnend,
- Jeanne d’Arc,
- Jean-Marie Vianney, genannt der Pfarrer von Ars und
- Aloisius von Gonzaga.[10]

## Wirtschaft und Infrastruktur
Die Landwirtschaft ist der wichtigste Wirtschaftsfaktor der Gemeinde.

### Bildung
Die Gemeinde verfügt über eine öffentliche Grundschule mit 20 Schülerinnen und Schülern im Schuljahr 2017/2018.

### Verkehr
Lacrabe ist erreichbar über die Routes départementales 56, 357, 439 und 441.